# Acanthopsylla praxilla
Acanthopsylla praxilla är en loppart som beskrevs av M.Rothschild 1934. Acanthopsylla praxilla ingår i släktet Acanthopsylla och familjen Pygiopsyllidae. Inga underarter finns listade i Catalogue of Life.